# دهستان شمیل
دهستان شمیل، یکی از دهستان‌های بخش شمیل شهرستان بندرعباس در استان هرمزگان ایران است. مرکز این دهستان، شهر شمیل است.

## جمعیت
بر پایه سرشماری عمومی نفوس و مسکن در سال ۱۳۹۵، جمعیت دهستان شمیل برابر با ۹٬۶۹۹ نفر بوده است.